# Kōkū Jieitai
La Kōkū Jieitai (航空自衛隊?), in italiano: Forza aerea di autodifesa, internazionalmente conosciuta anche nella sua dizione inglese Japan Air Self-Defense Force e abbreviata JASDF, è l'attuale aeronautica militare del Giappone e parte integrante delle forze armate giapponesi.
Dopo la conclusione della seconda guerra mondiale ed il trattato di pace che impediva al Giappone di ricostituire delle forze armate a scopi offensivi, venne creata come servizio a sé stante, mentre nel passato il Giappone non aveva mai avuto un'arma aerea indipendente. Infatti, fino al 1945, i gruppi di volo dipendevano dall'esercito o dalla marina.

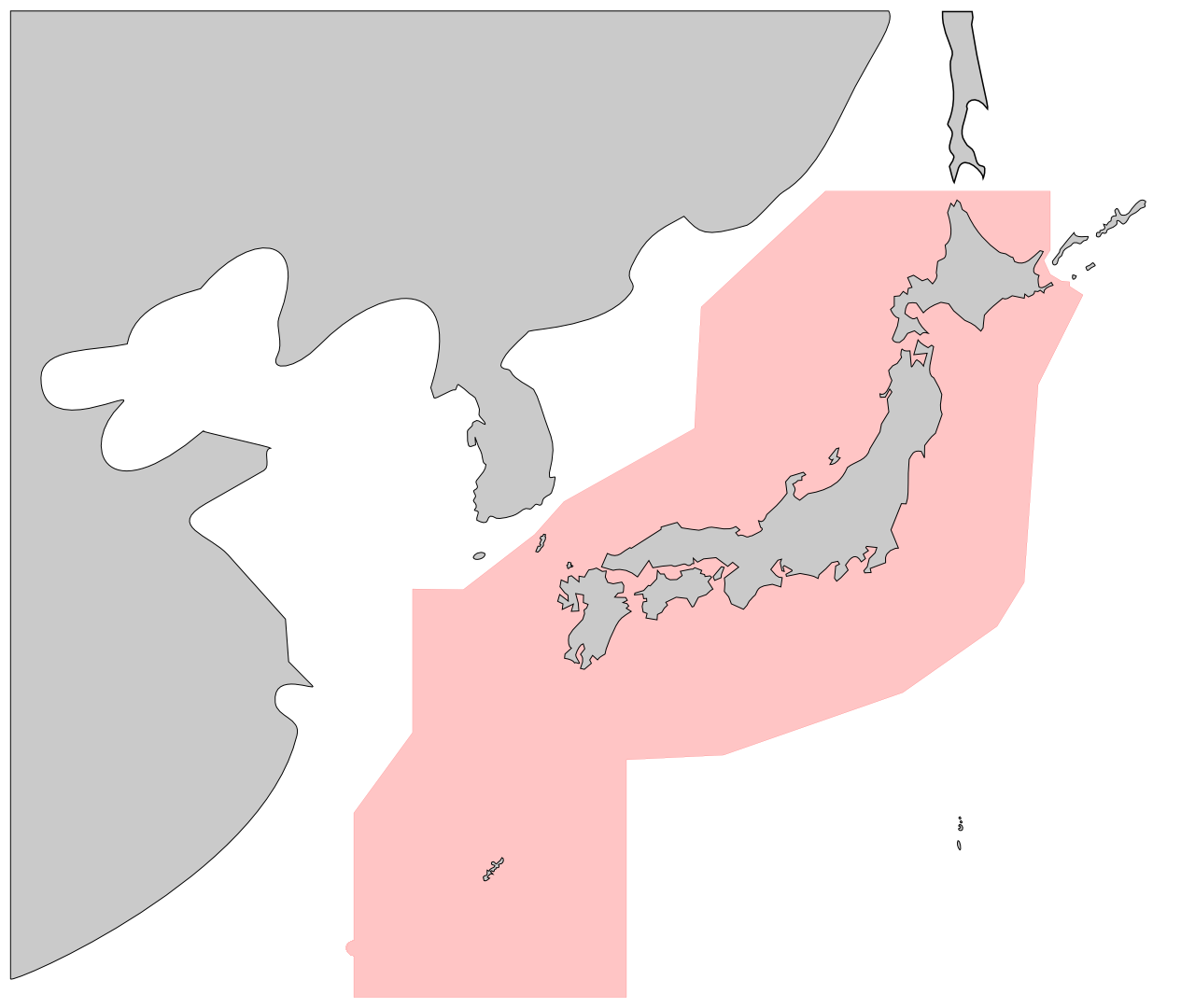
Zona di identificazione di difesa aerea del Giappone.

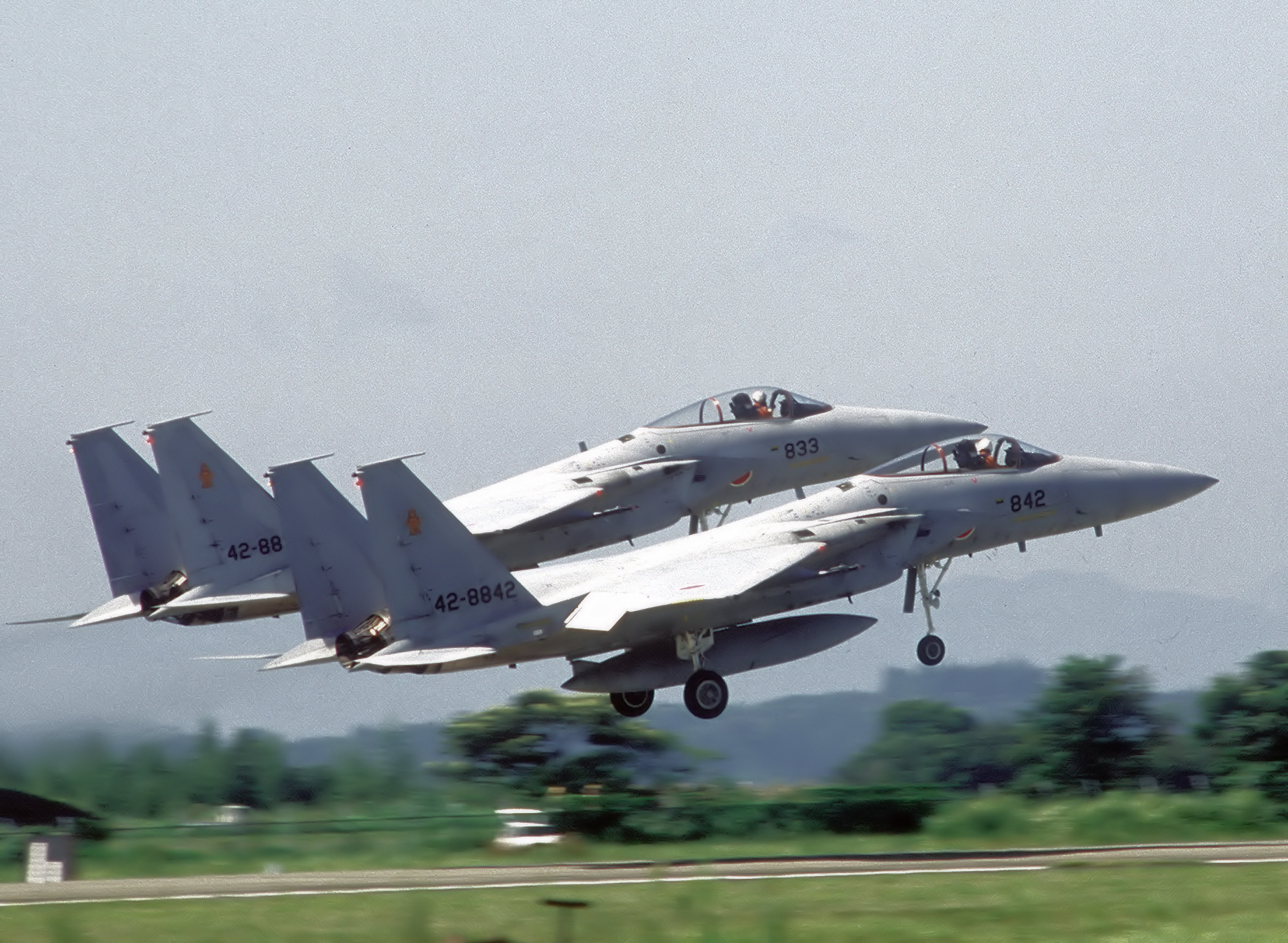
Due F-15J della JASDF al decollo in formazione.

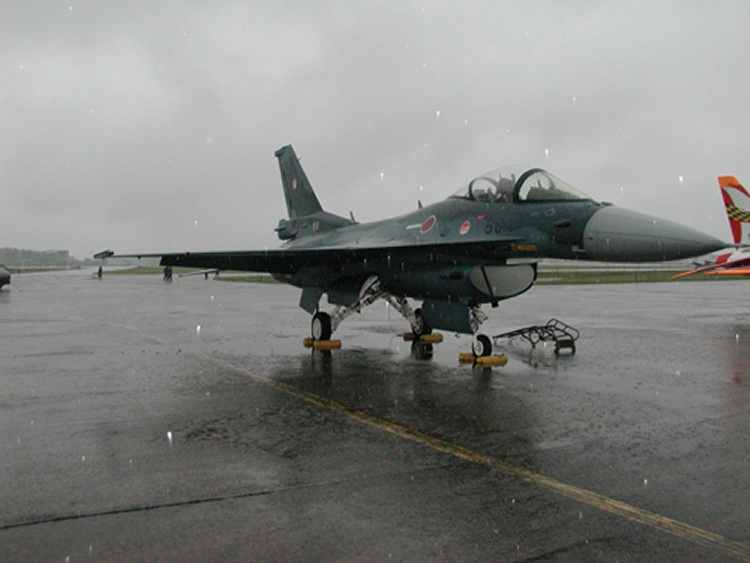
Mitsubishi F-2 alla base aerea di Hamamatsu.

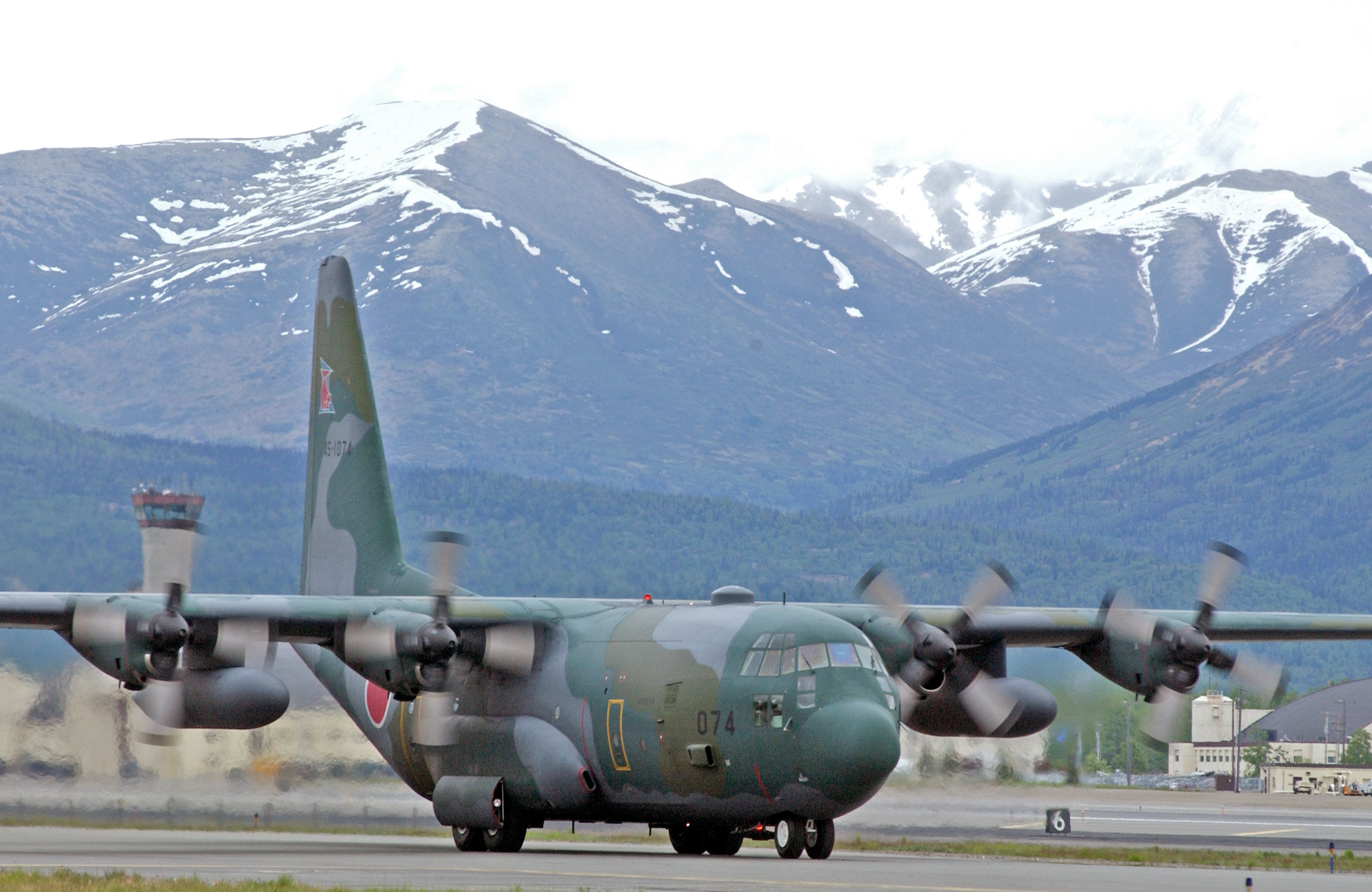
Un C-130H.

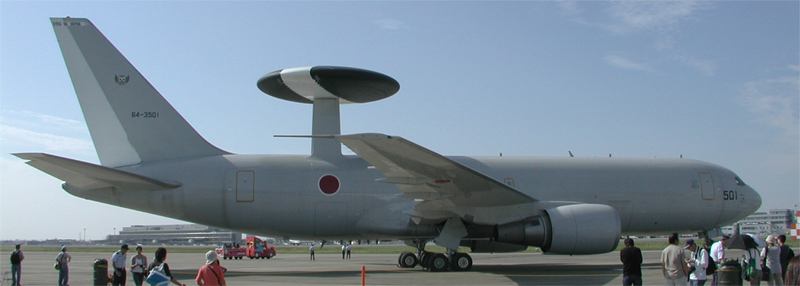
Un E-767 AWACS delle JASDF alla base aerea di Komaki.

## Storia
Il Giappone non aveva una Aeronautica militare separata prima e durante la Seconda guerra mondiale. Le operazioni di aviazione furono eseguite dall'Dai-Nippon Teikoku Rikugun Kōkū Hombu e dall'Dai-Nippon Teikoku Kaigun Kōkū Hombu. Dopo la Seconda guerra mondiale, l'esercito e la Marina imperiale giapponese furono sciolti nel 1945. L'articolo 9 della Costituzione del Giappone del 1947, scritta dagli Stati Uniti, impediva al Giappone di avere un esercito regolare.
Il 1 ° luglio 1954, il Consiglio di sicurezza nazionale fu riorganizzato come Agenzia di difesa, e la Forza di sicurezza nazionale fu riorganizzata in seguito come Rikujō Jieitai (di fatto esercito giapponese postbellico), la Forza di sicurezza costiera fu riorganizzata come Kaijō Jieitai (di fatto la marina giapponese postbellica) e la Kōkū Jieitai (di fatto l'aeronautica giapponese del dopoguerra) è stata istituita come una nuova filiale della JSDF. Il generale Keizō Hayashi è stato nominato primo presidente del Consiglio dello staff congiunto, capo professionale delle tre filiali. La legislazione abilitante per questo era la legge sulle forze di autodifesa del 1954 (legge n. 165 del 1954).
La Far East Air Force, la US Air Force, annunciò il 6 gennaio 1955 che 85 aerei sarebbero stati consegnati alla nascente aeronautica giapponese il 15 gennaio circa, il primo equipaggiamento della nuova forza.
Fino al 2015, alle donne è stato proibito di diventare piloti di aerei da caccia e da ricognizione. La prima pilota femminile di un F-15 si è unita ai ranghi, insieme ad altre tre donne pilota attualmente in addestramento, nel 2018.
Dal 2008, il numero di arrampicate per intercettare gli aerei cinesi è aumentato rapidamente. Nel 2010 ci furono scrambles contro 31 aerei cinesi e 193 aerei russi. Nel 2018 questo è aumentato a 638 aerei cinesi e 343 aerei russi. Le rotte di volo degli aerei cinesi si trovano principalmente nel Mar Cinese Orientale, intorno alle isole Ryūkyū e attraverso lo Stretto di Corea. La Russia effettua frequentemente voli in orbita attorno al Giappone con aerei militari.
Il Ministero della difesa (Giappone) ha riferito nell'anno fiscale 2018 che c'erano 999 rimescolamenti di jet JASDF contro aeromobili non identificati principalmente cinesi e russi. Questa è la seconda più alta quantità di scramble dal JASDF dal 1958. 638 (64%) erano aerei cinesi e 343 (34%) erano aerei russi. Il 20 giugno 2019, due bombardieri russi (Tupolev Tu-95) hanno violato lo spazio aereo giapponese due volte nello stesso giorno.

## Aeromobili in uso
Sezione aggiornata annualmente in base al World Air Force di Flightglobal del corrente anno. Tale dossier non contempla UAV, aerei da trasporto VIP ed eventuali incidenti accorsi durante l'anno della sua pubblicazione. Modifiche giornaliere o mensili che potrebbero portare a discordanze nel tipo di modelli in servizio e nel loro numero rispetto a WAF, vengono apportate in base a siti specializzati, periodici mensili e bimestrali. Tali modifiche vengono apportate onde rendere quanto più aggiornata la tabella.
| Aeromobile                               | Origine              | Tipo                                      | Versione (denominazione locale) | In servizio (2024) | Note | Immagine |
| Aerei da combattimento                   |                      |                                           |                                 |                    | |          |
| Mitsubishi F-15J Peace Eagle             | Stati Uniti Giappone | cacciabombardiereconversione operativa    | F-15JF-15DJ                     | 197                | 2 F-15J e 12 F-15DJ In parte costruiti negli Stati Uniti ed in parte assemblati in Giappone. Dei 223 aerei consegnati, al novembre 2020, restano in servizio 198 esemplari. Ad ottobre 2019 fu comunicato che 98 dei 156 F-15J monoposto sarebbero aggiornati (i 45 biposto operativi alla stessa data, F-15DJ, non sono inclusi nell'aggiornamento) con nuovo radar AESA APG-82(V), nuovo computer di missione ADCP II (Advanced Display Core Processor II) e il sistema per guerra elettronica (DEWS) AN/ALQ-239. Un F-15DJ è stato perso il 31 gennaio 2022.                                                                      |          |
| Mitsubishi F-2                           | Giappone             | cacciabombardiereconversione operativa    | F-2AF-2B                        | 6223               | 94 tra F-2A e F-2B consegnati a partire dal 1996. Uno dei 26 F-2B in organico al dicembre 2018, è precipitato a febbraio 2019. |          |
| Lockheed Martin F-35 Lightning II        | Stati Uniti          | cacciabombardiere                         | F-35A                           | 38                 | 42 ordinati, con previsione di ordini per 105 esemplari, compresi una quarantina a decollo verticale che dovrebbero andare alla Marina. I primi 4 F-35A prodotti a Fort Worth, saranno seguiti da ulteriori 38 che saranno assemblati su licenza dalla Mitsubishi a Nagoya. Ad aprile 2019, uno dei 13 aerei in servizio è precipitato nel Pacifico. |          |
| Aerei AEW ed AWACS                       |                      |                                           |                                 |                    | |          |
| Grumman E-2 Hawkeye                      | Stati Uniti          | AWACS                                     | E-2CE-2D                        | 9                  | 13 E-2C consegnati tra il 1982 ed il 1993. 4 E-2D Advanced Hawkeye ordinati, consegnati a partire dal 2019. A maggio 2019 risulta consegnato il primo E-2D. L'annuncio del 12 ottobre 2018 per l'acquisizione di ulteriori 9 E-2D dagli Stati Uniti oltre ai 4 già ordinati, è stato formalizzato a settembre 2019. Ulteriori 5 E-2D selezionati a maggio 2023, ma ordinati a luglio 2024, hanno portato a 18 il totale di aerei ordinati. Al luglio 2024 dei tredici E-2C Hawkeye in organico, solo sei sono operativi (tre dei quali hanno ricevuti eliche a otto pale come gli E-2D), mentre tre sono stati immagazzinati a Gifu. |          |
| Boeing E-767                             | Stati Uniti          | AWACS                                     | E-767                           | 4                  | 4 consegnati nel 1998-1999. |          |
| Aerei per impieghi speciali              |                      |                                           |                                 |                    | |          |
| Kawasaki RC-2                            | Giappone             | ELINT                                     | RC-2A                           | 1                  | Il primo esemplare è stato consegnato il 1 ottobre 2020. |          |
| NAMC YS-11                               | Giappone             | aeromobile per la guerra elettronicaELINT | YS-11EAYS-11EB                  | 3                  | 4 tra YS-11EA e YS-11EB consegnati. |          |
| British Aerospace BAe 125                | Regno Unito          | Ispezioni di voloRicerca e soccorso       | U-125A                          | 26                 | 27 U-125A consegnati. |          |
| Textron Aviation U-680 Citation Latitude | Stati Uniti          | Ispezioni di volo                         | U-680A                          | 2                  | 3 Cessna Citation Latitude ordinati a settembre 2017. 2 Citation dei 3 ordinati ricevuti a partire dall'aprile 2020. |          |
| Aeromobili a pilotaggio remoto           |                      |                                           |                                 |                    | |          |
| Northrop Grumman RQ-4 Global Hawk        | Stati Uniti          | UAV                                       | RQ-4B Block 30i                 | 1                  | 3 RQ-4B Block 30i ordinati il 19 ottobre 2018, con consegne entro il 2022. Il primo esemplare è stato consegnato il 12 marzo 2022 ed è divenuto operativo il 21 dicembre dello stesso anno. |          |
| Aerei per rifornimento in volo           |                      |                                           |                                 |                    | |          |
| Boeing KC-767                            | Stati Uniti          | Rifornimento in volo                      | KC-767J                         | 4                  | 4 ordinati e tutti in servizio al novembre 2020. |          |
| Lockheed KC-130 Hercules                 | Stati Uniti          | Rifornimento in volo                      | KC-130H                         | 2                  | 2 KC-130H consegnati. |          |
| Boeing KC-46 Pegasus                     | Stati Uniti          | Rifornimento in volo                      | KC-46J                          | 4                  | Previsione di acquisto per 4 esemplari, il primo dei ordinato a dicembre 2017 ed il secondo al dicembre 2018. Ulteriori 2 aerei sono stati ordinati ad ottobre 2020. Il primo esemplare è stato consegnato il 29 ottobre 2021, mentre il secondo a febbraio 2022. Ulteriori due aerei, ordinati il 29 novembre 2022, hanno portato a sei il totale a sei KC-46A acquistati. |          |
| Aerei da trasporto                       |                      |                                           |                                 |                    | |          |
| Kawasaki C-2                             | Giappone             | aereo da trasporto                        | C-2A                            | 13                 | 30 C-2A ordinati. |          |
| Boeing 777                               | Stati Uniti          | aereo da trasporto VIP                    | 777-300ER                       | 2                  | 2 Boeing 777-300ER ordinati nel 2014 e consegnati entro fine 2018, che hanno a sostituito nel 2020 i due Boeing 747 utilizzati per il trasporto presidenziale. |          |
| Gulfstream IV                            | Stati Uniti          | aereo da trasporto VIP                    | U-4                             | 5                  | 5 U-4 consegnati. |          |
| Lockheed C-130 Hercules                  | Stati Uniti          | aereo da trasporto tattico                | C-130H                          | 13                 | 13 C-130H consegnati. |          |
| NAMC YS-11                               | Giappone             | aereo da trasporto                        | YS-11P                          | 1                  | 8 YS-11P consegnati. |          |
| Aerei da addestramento                   |                      |                                           |                                 |                    | |          |
| Kawasaki T-4                             | Giappone             | aereo da addestramento avanzato           | T-4                             | 180                | 208 T-4 entrati in servizio a partire dal 1988. |          |
| Fuji T-7                                 | Giappone             | aereo da addestramento basico             | T-7                             | 49                 | 49 esemplari consegnati a partire dal 2003. |          |
| Beechjet 400                             | Stati Uniti          | aereo da addestramento                    | T-400                           | 13                 | 13 T-400 consegnati. |          |
| NAMC YS-11NT                             | Giappone             | addestramento alla navigazione            | YS-11NT                         | 2                  | 2 YS-11NT consegnati. |          |
| Beechcraft T-6 Texan II                  | Stati Uniti          | aereo da addestramento                    | T-6C                            | 0                  | A novembre 2024, il Ministero della Difesa giapponese ha selezionato il T-6C come nuovo addestratore. Non è stato divulgato il numero di esemplari ordinati. |          |
| Elicotteri                               |                      |                                           |                                 |                    | |          |
| Mitsubishi UH-60J Black Hawk             | Stati Uniti          | SAR                                       | UH-60J                          | 57                 | 40 UH-60J costruiti su licenza dalla Mitsubishi ricevuti a partire dal 1991. Ulteriori 40 UH-60J ordinati nel dicembre 2010 per sostituire le cellule più vecchie. Un esemplare è andato distrutto il 17 ottobre 2017. |          |
| Boeing CH-47 Chinook                     | Stati Uniti          | elicottero da trasporto                   | CH-47JCH-47J Block II           | 150                | 17 CH-47J costruiti su licenza dalla Kawasaki consegnati. Ulteriori 5 CH-47J Block II selezionati ad ottobre 2024 e ordinati a gennaio 2025. |          |

## Aeromobili ritirati
- Kawasaki C-1A - 30 esemplari (1971-2025)[75][76][12]
- Kawasaki EC-1B - 1 esemplare (1971-2025)[75][44][12]
- McDonnell Douglas F-4EJ Phantom II - 140 esemplari (1971-2021)[12][77][78][79][80][81][82][83]
- McDonnell Douglas RF-4EJ Phantom II - 14 esemplari (1971-2020)[11][12][79][80][81][82][83]
- Boeing 747-400 - 2 esemplari (1992-2019)[21]
- Mitsubishi F-1 - 77 esemplari (1977-2006)[21]
- Mitsubishi T-2 - 96 esemplari (1975-2006)[21]
- Fuji T-1A/B Hatsutaka - 66 esemplari (1960-2006)[21]
- Fuji T-3 - 50 esemplari (1978-2007)[21]
- Mitsubishi MU-2S - 29 esemplari (1967-2008)[21]
- Mitsubishi MU-2J - 4 esemplari (1975-1995)[21]
- Mitsubishi F-104J Eiko - 210 esemplari (1962-1986)[21]
- Mitsubishi F-104DJ Eiko - 20 esemplari (1962-1986)[21]
- Lockheed T-33 Wakataka - 278 esemplari (1955-2000)[21]
- Beechcraft T-34 Hatsutaka - 144 esemplari (1954-1982)[21]
- North American F-86F - 445 esemplari (1955-1982)[21]
- North American RF-86F Kyokko - 18 esemplari (1961-1979)[21]
- North American F-86D Gekko - 22 esemplari (1958-1968)[21]
- Kawasaki KAL-2 - 1 esemplare (1954-1962)[21]
- Curtiss C-46 Tenma - 48 esemplari (1955-1979)[21]
- North American T-6 Matsukaze - 159 esemplari (1955-1970)[21]
- Beechcraft B-65 Umibato - 5 esemplari (1980-1999)[21]
- Sikorsky H-19C Hatsukari - 21 esemplari (1957-1973)[21]
- Kawasaki-Vertol KV-107II Shirasagi - 52 esemplari (1967-2009)[21]
- Piasecki H-21B Houou - 10 esemplari (1960-1967)[21]
- Sikorsky HSS-2/S-61 Chidori
- Sikorsky S-62J Raicho - 9 esemplari (1963-1983)[21]

## Aeromobili futuri
- Mitsubishi F-X caccia da superiorità aerea stealth di 6ª generazione in fase di sviluppo. Nel 2022 è stato unito al progetto Tempest, omologo di UK e Italia, formando il Global Combat Air Programme (GCAP)

## Gradi militari
Il codice NATO pubblicato è livello di riferimento. Non esiste una disposizione legale del codice NATO nella Forza d'autodifesa giapponese.

### Ufficiali
| Codice NATO         | OF-9                                | OF-8             | OF-7             | OF-5       | OF-4               | OF-3     | OF-2     | OF-1    | OF-1         |
| Grado               | 空将 （統合幕僚長および航空幕僚長） | 空将             | 空将補           | 1等空佐    | 2等空佐            | 3等空佐  | 1等空尉  | 2等空尉 | 3等空尉      |
| Traduzione italiana | Generale                            | Tenente generale | Maggior generale | Colonnello | Tenente colonnello | Maggiore | Capitano | Tenente | Sottotenente |
| ------------------- | ----------------------------------- | ---------------- | ---------------- | ---------- | ------------------ | -------- | -------- | ------- | ------------ |
| Type A （甲階級章)  |                                     |                  |                  |            |                    |          |          |         |              |
| Type B （乙階級章） |                                     |                  |                  |            |                    |          |          |         |              |
| Miniature （略章）  |                                     |                  |                  |            |                    |          |          |         |              |

### Arruolati
| Codice NATO           | OR-9             | OR-8                  | OR-7          | OR-6             | OR-5                | OR-3         | OR-2          | OR-1    | OR-D                               |
| Grado                 | 准空尉           | 空曹長                | 1等空曹       | 2等空曹          | 3等空曹             | 空士長       | 1等空士       | 2等空士 | 自衛官候補生                       |
| Traduzione italiana   | Ufficial mandato | Sergente capo anziano | Sergente capo | Sergente tecnico | Sergente di squadra | Primo aviere | Aviere scelto | Aviere  | Autodifesa cadetto ufficiale aerea |
| --------------------- | ---------------- | --------------------- | ------------- | ---------------- | ------------------- | ------------ | ------------- | ------- | ---------------------------------- |
| Type A （甲階級章）   |                  |                       |               |                  |                     |              |               |         |                                    |
| Type (b) （乙階級章） |                  |                       |               |                  |                     |              |               |         |                                    |
| Miniature （略章)     |                  |                       |               |                  |                     |              |               |         | Nessun insegna                     |